# Aphis mamonthovae
Aphis mamonthovae är en insektsart. Aphis mamonthovae ingår i släktet Aphis och familjen långrörsbladlöss. Inga underarter finns listade i Catalogue of Life.